# Kephalos

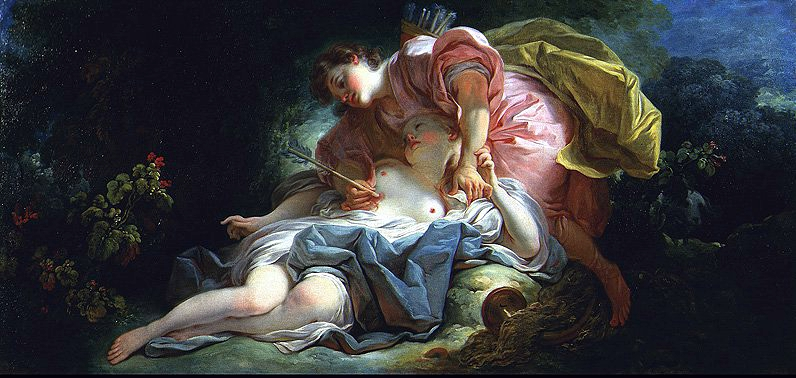
Kephalos und Prokris, Gemälde von Jean-Honoré Fragonard (1755)

Kephalos (altgriechisch Κέφαλος Képhalos, deutsch ‚Kopf‘, gemeint ist: „der mit dem schönen Haupt“), Herrscher von Thorikos, war ein Sohn des Hermes und der Herse und Gemahl der Prokris. Als Geliebter der Eos soll er Vater des Phaëthon gewesen sein.

## Mythen
Als Kephalos seine Gemahlin Prokris bei der Untreue mit Pteleon ertappte, blieb er ihrem Lager hernach acht Jahre lang fern. Es hieß aber auch, er selbst habe sich in Gestalt des Fremden genähert, um ihre Treue auf die Probe zu stellen; die Gabe, sich beliebig verwandeln zu können, sei ihm von Eos verliehen worden, die in ihn verliebt war.
Prokris jedenfalls floh beleidigt nach Kreta. Von dort kehrte sie mit einem unfehlbaren Jagdspeer und einem Hund zurück, dem kein Wild entgehen konnte. Sei es, dass sie diese Gaben von König Minos – für die Heilung von dessen Fluch – erhalten hatte, oder von der Jagdgöttin Artemis: Sie versöhnte sich mit ihrem gleichermaßen jagdbegeisterten Gemahl und machte ihm die beiden Wunderdinge zum Geschenk. Allerdings soll sie Kephalos zuvor selbst beschämt haben, indem sie ihn ihrerseits in Gestalt einer schönen Fremden verführte. Später lieh Kephalos den unermüdlichen Hund dem Amphitryon, um den Teumessischen Fuchs zu stellen.

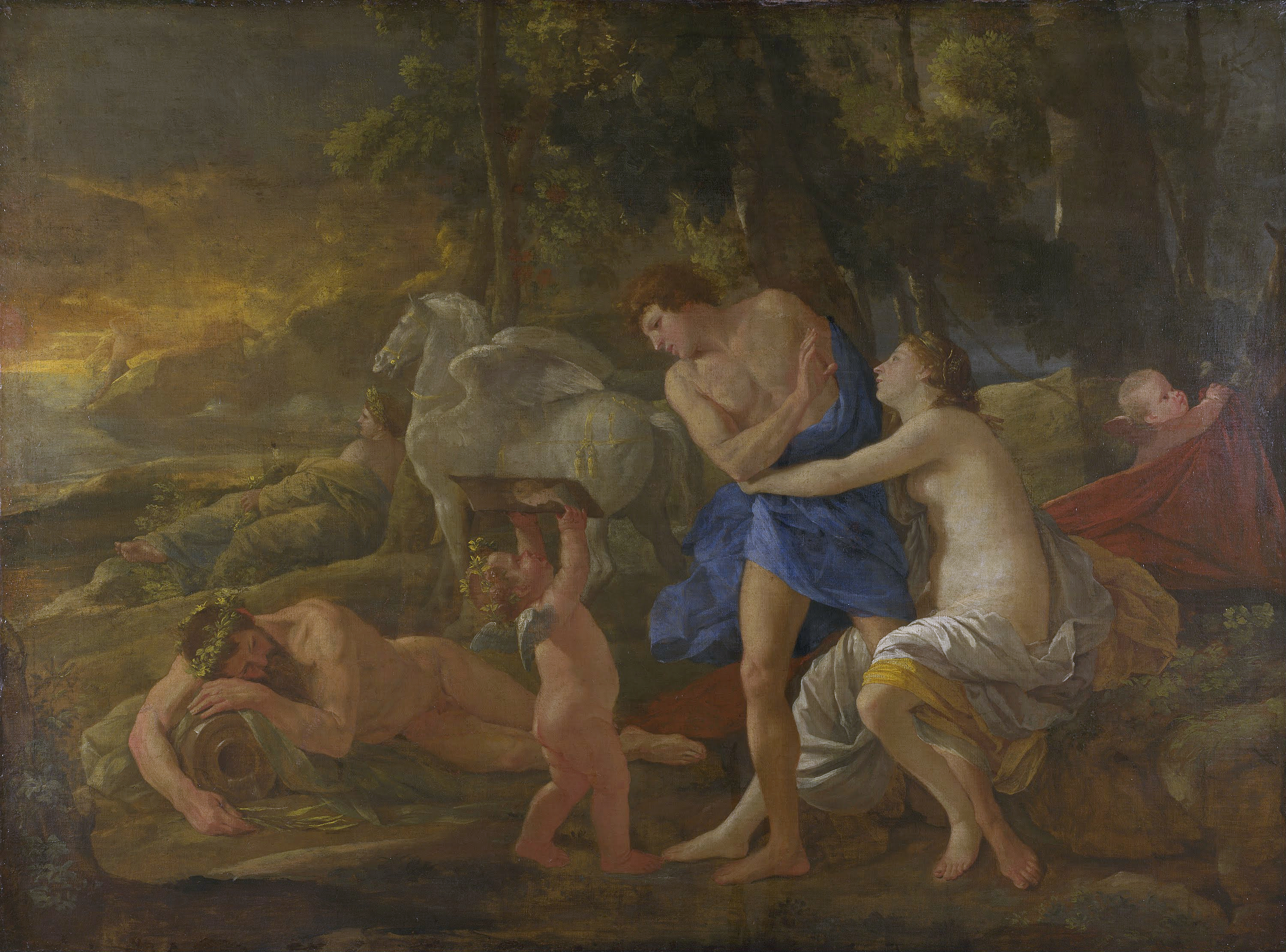
Nicolas Poussin: Cephalus und Aurora (römisch für Eos), um 1630, National Gallery, London

In einer anderen Version starb Prokris durch jenen Speer: Kephalos hatte sie – die sich im Gebüsch verbarg – für Jagdwild gehalten. Durch den Areopag hernach zu ewiger Verbannung verurteilt, nahm er an dem Zug der Thebaner gegen die Teleboer teil, stiftete am Vorgebirge Lefkadas dem Apollon ein Heiligtum und stürzte sich zur Sühnung jenes Mordes vom Felsen. Als Ursache für seine Trennung von Prokris wird jedoch meist erzählt, dass Eos ihn entführte: Die Göttin der Morgenröte raubte den schönen Mann, wie sie es mit so vielen anderen zuvor getan hatte.
Auf der nach ihm benannten Insel Kephalonia sprach man von einem Kephalos, der sich dort mit einer Bärin vereinigte – einer der Erscheinungsformen von Artemis. Manchmal wird auch Krëusa als Mutter des Kephalos genannt. Einer ursprünglicheren Genealogie zufolge soll er als attischer Heros Sohn des Deion und der Diomede gewesen sein.

## Rezeption
Eine der Comischen Erzählungen Christoph Martin Wielands, erschienen 1765, ist dem Mythos um Kephalos, Aurora, Prokris und Tithonos gewidmet.